# خان النقر
ان النقر هو أحد الخانات التاريخية في مدينة حلب، ويقع ضمن منطقة الأسواق القديمة وتحديدًا في محلة الفردوس القريبة من قلب المدينة. يُعد هذا الخان نموذجًا على الطراز المعماري التجاري الذي اشتهرت به حلب في العصور الإسلامية، خصوصًا خلال الحقبة المملوكية والعثمانية، حين كانت المدينة مركزًا تجاريًا عالميًا تتقاطع فيه طرق القوافل القادمة من الشرق والغرب.

## التصميم
صُمم الخان بأسلوب تقليدي يضم صحنًا مربعًا تحيط به غرف متعددة، كانت تُستخدم قديمًا لإيواء المسافرين والتجار القادمين من مناطق بعيدة، بالإضافة إلى مستودعات لتخزين البضائع. يتميز خان النقر بوجود درجات تؤدي إلى صحنه الداخلي، مما جعله فريدًا من نوعه بين خانات حلب الأخرى. كما تميز بوجود بستان صغير داخل الصحن يحتوي على أشجار التين والفستق، مما يعكس طابعًا من الراحة والهدوء في قلب المنطقة التجارية المزدحمة.

## التاريخ
كان الخان في الماضي من أكثر الخانات نشاطًا وحركة، وورد اسمه في بعض الأمثال الشعبية للدلالة على النشاط التجاري المتواصل. وقد لعب دورًا محوريًا في دعم الحركة الاقتصادية، حيث كان يربط بين الأسواق الداخلية والمرافئ الخارجية مثل ميناء الإسكندرون، ما جعله محطة مهمة للتجار القادمين من مناطق مثل ديار بكر والموصل، وحتى من الدول الأوروبية.